# Kick Geudeker
Christiaan Hendrik (Kick) Geudeker (Amsterdam, 21 januari 1901 - aldaar, 14 november 1977) was een Nederlands voetballer en sportjournalist.
Hij was een verdienstelijk voetballer: hij begon bij Blauw-Wit en kwam tussen 1919 en 1925 negentien keer uit voor het eerste elftal van Ajax. Later speelde hij nog voor PSV en Xerxes.
Geudeker werd landelijk bekend als journalist van het socialistische dagblad Het Volk in 1929 door zijn onderzoek in de destijds geruchtmakende moordzaak in Giessen-Nieuwkerk. Daar had zes jaar eerder een moord plaatsgevonden waarvoor twee mannen waren veroordeeld. Uit het speurwerk van Geudeker bleek dat de twee belangrijkste getuigen onder druk van een politieman hun verklaring verzonnen hadden, waarop de veroordeelden uiteindelijk werden vrijgelaten.
Toen Het Volk na de Duitse inval in 1940 onder toezicht van de NSB'er Rost van Tonningen kwam te staan, nam Geudeker ontslag. In hetzelfde jaar richtte hij het blad Sport in en om Amsterdam op, waarin ook officiële mededelingen van de Amsterdamse Voetbalbond waren opgenomen. Later schreef hij ook voor het illegale Parool.
Na de bevrijding startte hij het weekblad Sport dat later fuseerde tot Sport en Sportwereld. Hier gaf hij jarenlang leiding aan. Zijn bekendste collega was Ad van Emmenes. Hij was een overtuigd pleitbezorger van de invoering van betaald voetbal in Nederland. Het blad was kennelijk zo invloedrijk dat in het roerige begin van de jaren vijftig de KNVB serieus overwoog het op te kopen om de belangrijkste critici de mond te snoeren.
In 1957 speelde Geudeker een hoofdrol in een andere opmerkelijke affaire. De spits van Dinamo Zagreb Vladimir 'Bobo' Sal tekende een "voorcontract" bij Ajax. Toenmalig BVC Amsterdam-voorzitter Dé Stoop beweerde echter dat Sal al een contract bij zijn club had getekend. Daarop beweerde Sal dat hij door het Ajax-bestuur ontvoerd zou zijn en gedwongen was te tekenen. Hierop werden drie Ajax-bestuursleden door de KNVB geschorst. Uiteindelijk wist Geudeker deze zaak te ontrafelen: Sal biechtte op het verhaal onder druk van Stoop verzonnen te hebben, waarna de laatste jarenlang uitgesloten werd uit het betaalde voetbal.
Geudeker was in 1961 een van de initiatiefnemers van de bouw van de Jaap Edenbaan, de oudste nog steeds bestaande kunstijsbaan van Nederland. Hij bleef hoofdredacteur van Sport en Sportwereld tot het in 1970 opging in het Algemeen Dagblad. Hij schreef een aantal boeken, onder andere "Beter voetbal" (samen met Van Emmenes) en "Beet" over zijn grote hobby, het sportvissen. Hij was Ridder in de Orde van Oranje-Nassau en Erelid van Ajax.